# Felicidad (película de 1957)
Felicidad es una película dramática mexicana de 1957, dirigida por Alfonso Corona Blake, a partir de un guion que escribió con Emilio Carballido y Zacarías Gómez Urquiza. Está protagonizada por Gloria Lozano, Carlos López Moctezuma, Fanny Schiller, Armando Sáenz, y Elsa Cárdenas. La trama sigue a don Mario, un hombre de edad adulta que pasa por una crisis de la edad cuando conoce a Emma, una joven y atractiva mujer de la que se enamora sin importarle estar casado.
Fue nominada a un premio Oso de oro en la categoría a mejor película, durante su exhibición en el Festival de Berlín de 1957.

## Reparto
- Gloria Lozano como Emma Solórzano
- Carlos López Moctezuma como Don Mario Ramírez Cuevas
- Fanny Schiller como Doña Cuquita
- Armando Sáenz como Sergio
- Elsa Cárdenas como Ofelia